# مخلاف شنوءة
مخلاف شنوءه من المحتمل أن المقصود به مخلاف جرش، وهو أحد المخاليف التي ذكرها الهمداني في كتابه صفة جزيرة العرب، عُرف عن هذا الكتاب وجود بعض المواضع الجغرافية والمسميات التي لم تُعرف عند العرب، نقل عنه هذا القول ياقوت الحموي دون تمحيص في باب المخاليف واكتفى بإيرادها مقتضبه دون تفصيل، كانت قبيلة أزد شنوءة ذاتيه الحكم تتبع شيوخها قبل العصر الإسلامي وفي العصر الإسلامي كانت تتبع ولاية الحجاز مكة منذ بداية العهد الإسلامي حتى عام 1338 هـ 
قال ياقوت الحموي :
«شنوءة مخلاف باليمن ، بينها وبين صنعاء اثنان واربعون فرسخاً ، تنسب إليه قبائل من الأزد يقال لهم: أزد شنوءة». والفرسخ يساوي تقريبًا 5.8 كيلو فتصبح المسافة 5.8*42= 243.6 كيلو.